# 崔良伯
崔良伯（韓語：최양백，？—1258年），高丽王朝后期的军事将领。
1249年，崔氏政权的崔怡去世后，知吏部事、上將軍周肅率领夜別抄及內外都房，试图将权力归还给国王高宗，猶豫未決殿前崔良伯和李公柱、金俊等七十餘人歸归附崔怡之子崔沆，周肅也归附崔沆。崔沆上台后，崔良伯与李公柱、金俊等人一起成为别將。1257年，崔沆去世时，殿前崔良伯秘不發喪，按劒叱侍婢勿哭，與宣仁烈謀，与大將軍崔瑛、蔡楨及柳能等，會夜別抄、神義軍、書房三番、都房三十六番擁衛，于是發喪，让崔沆的儿子崔竩继任。1258年，神義軍都領郞將朴希實、指諭郞將李延紹等人与大臣柳璥、别将金俊、將軍朴松庇、都領郞將林衍等人密谋，决定除掉崔竩。金俊的儿子金大材，是崔良伯的女婿。金大材告知崔良伯时，崔良伯假装同意，然后报告崔竩。崔竩急召柳能商議，柳能认为天色将晚，不用着急，第二天再讨伐金俊。金大材的妻子告诉丈夫事情泄露，金俊于是起兵，将崔良伯斩杀。